# Spoltore
Spoltore es una localidad de 17.250 habitantes en la provincia de Pescara.

## Evolución demográfica

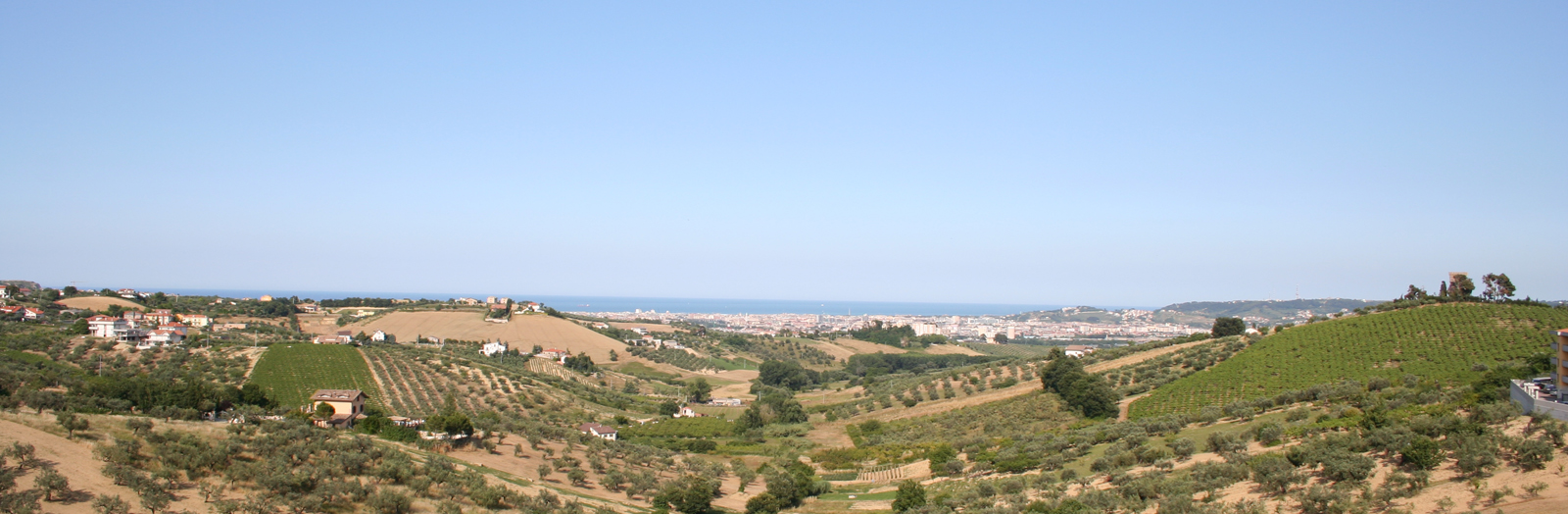
Spoltore, panorámica del mar

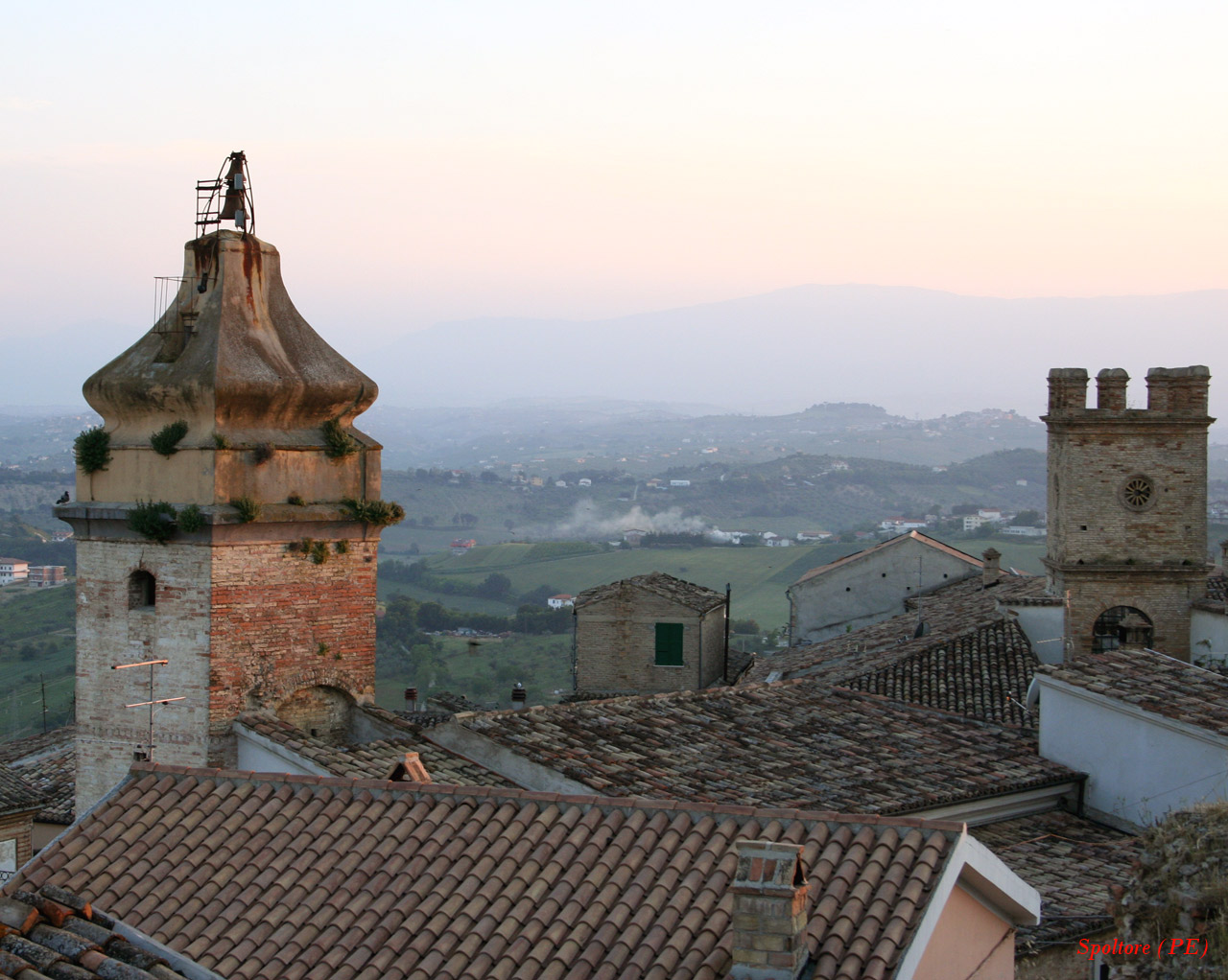
Centro histórico

| Gráfica de evolución demográfica de Spoltore entre 1861 y 2001 |
|                                                                |
| Fuente ISTAT - elaboración gráfica de Wikipedia                |